# Corsa per Trieste

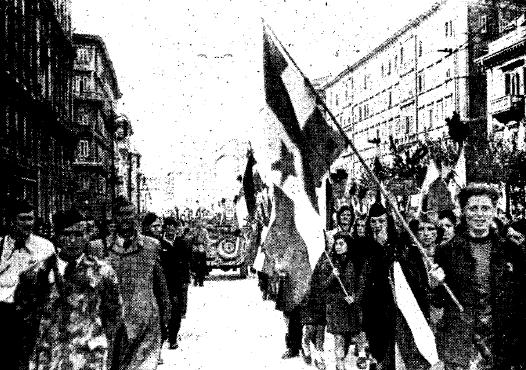
L'ingresso dell'esercito popolare jugoslavo a Trieste, 1º maggio 1945

La corsa per Trieste fu l'avanzata verso la città giuliana compiuta in maniera concorrenziale nella primavera del 1945 da parte della quarta armata jugoslava e dell'ottava armata britannica. La definizione è stata coniata da Geoffrey Cox, all'epoca dei fatti ufficiale di intelligence della seconda divisione neozelandese incaricata di prendere possesso di Trieste.
Nel 1947 Cox pubblicò il libro The Road to Trieste e nel 1977 ne stampò una seconda edizione rivista, dal titolo The Race to Trieste che venne tradotta anche in italiano, ottenendo grande successo. Dal quel momento il termine è divenuto di uso corrente.

## Le forze in gioco

### Gli jugoslavi

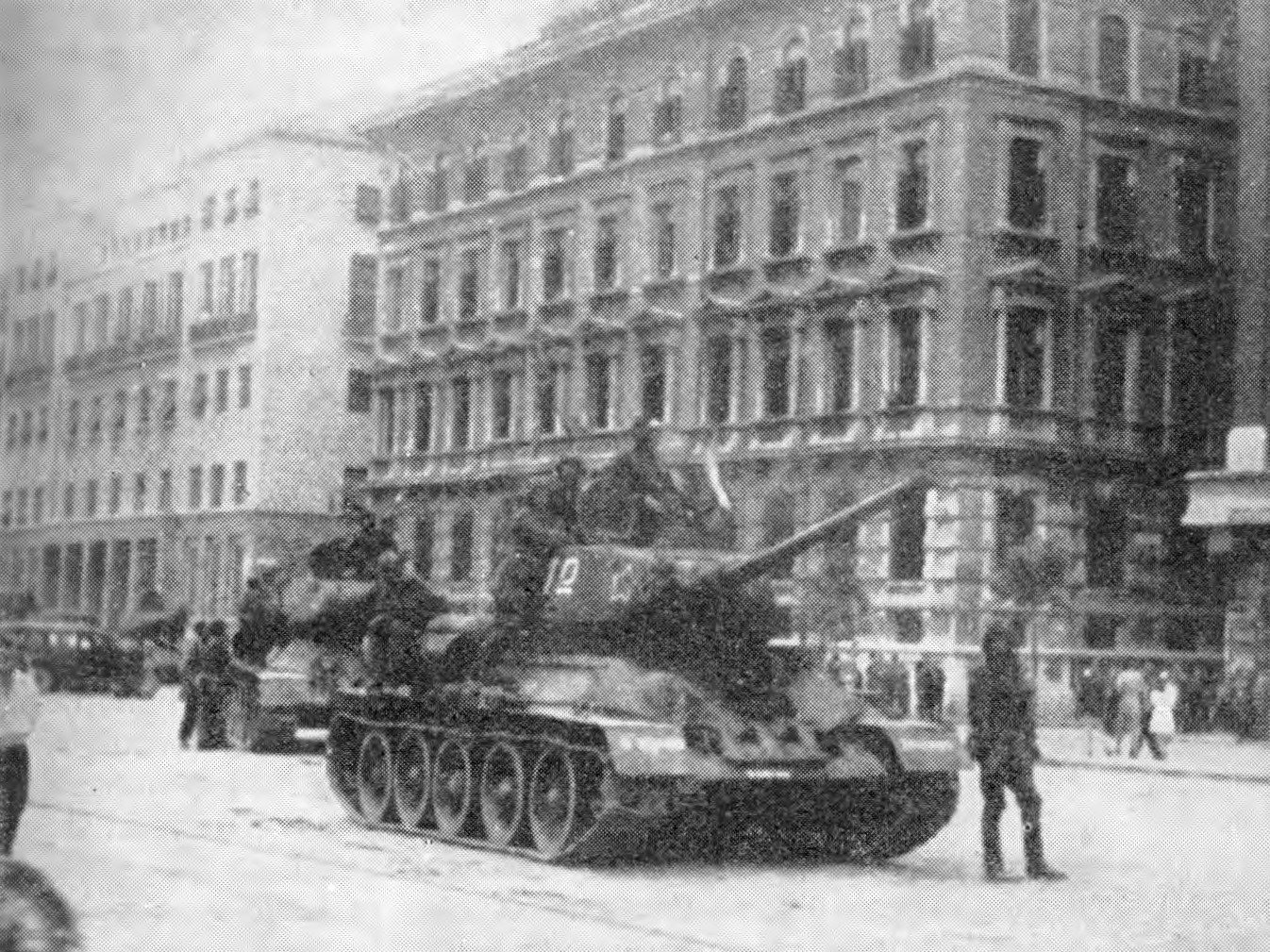
Carri T-34 della IV Armata dell'Esercito Popolare di Liberazione della Jugoslavia entrano a Trieste.

La quarta armata jugoslava venne costituita il 1º marzo 1945 in Croazia e posta al comando del generale Petar Drapšin. Era forte di nove divisioni distribuite su due corpi d'armata, cui si sarebbero aggiunti nella fase finale dell'offensiva anche il 7º ed il 9º corpo partigiano sloveno, operanti nelle retrovie tedesche in Slovenia e Croazia. Il suo obiettivo era quello di raggiungere il fiume Isonzo, considerato il limite occidentale del "territorio etnico" sloveno e croato ma situato decisamente più ad occidente del confine italo-jugoslavo prebellico.
I territori collocati fra il vecchio confine e l'Isonzo costituivano la regione italiana della Venezia Giulia, a popolamento misto italiano e slavo, ed erano rivendicati dalla Jugoslavia. Scopo esplicito dell'operazione era quello di realizzare il "fatto compiuto" dell'occupazione militare, nella convinzione che il controllo della regione contesa avrebbe reso più facile la sua assegnazione alla Jugoslavia in sede di conferenza della pace.
Le basi di partenza dell'offensiva si trovavano a circa 200 chilometri a sud-est di Trieste, nella Dalmazia settentrionale e nella Lika, e il piano prevedeva una rapida avanzata per la via più breve, risalendo la costa lungo la direttrice Karlobag, Senj, Crikvenica, Susak, Fiume. Una volta sfondate le difese tedesche attorno al capoluogo quarnerino, le unità jugoslave avrebbero potute balzare direttamente su Trieste attraversando il collo di bottiglia che sta alla base della penisola istriana.

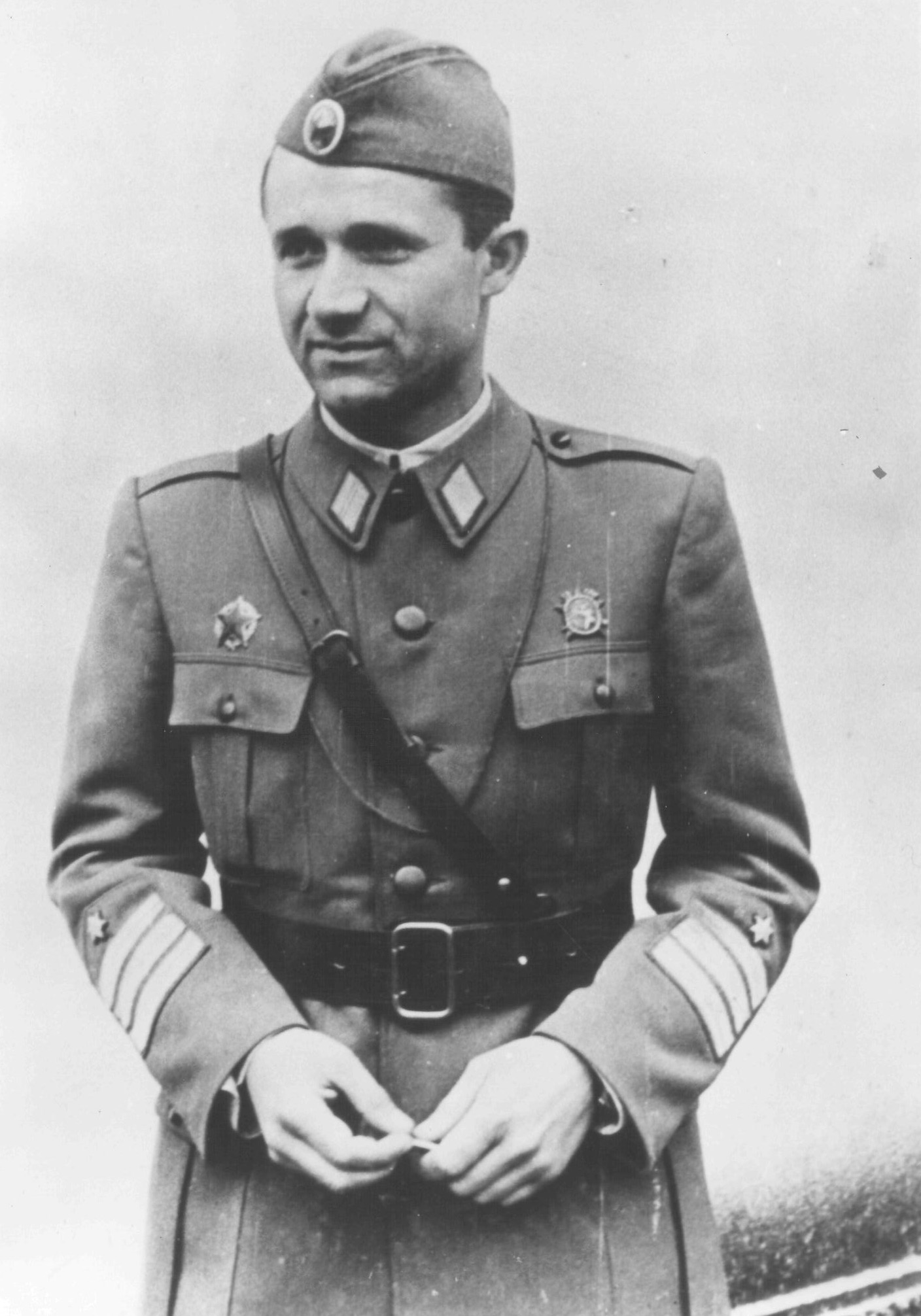
Il generale jugoslavo Petar Drapšin, comandante della IV Armata del Esercito Popolare di Liberazione della Jugoslavia.

Contemporaneamente, i partigiani del 9º corpo avrebbero dovuto emergere dalla selva di Ternova, da dove li avevano respinti i reparti della X MAS, prendere alle spalle le truppe germaniche, raggiungere l'Isonzo e collaborare alla conquista di Trieste. Il piano presentava alcune criticità, perché l'avanzata lungo la costa avrebbe costantemente esposto il fianco destro dell'armata ad eventuali contrattacchi tedeschi provenienti dal retroterra. Inoltre, tra la fine di marzo ed i primi di aprile il 9º corpo partigiano sloveno scampò a stento alla distruzione nel corso di un'offensiva tedesca nella sella di Ternova e la sua forza d'urto ne uscì considerevolmente ridotta. Tuttavia, la priorità politica attribuita alla marcia su Trieste imponeva di correre qualche rischio.

### Gli anglo-americani

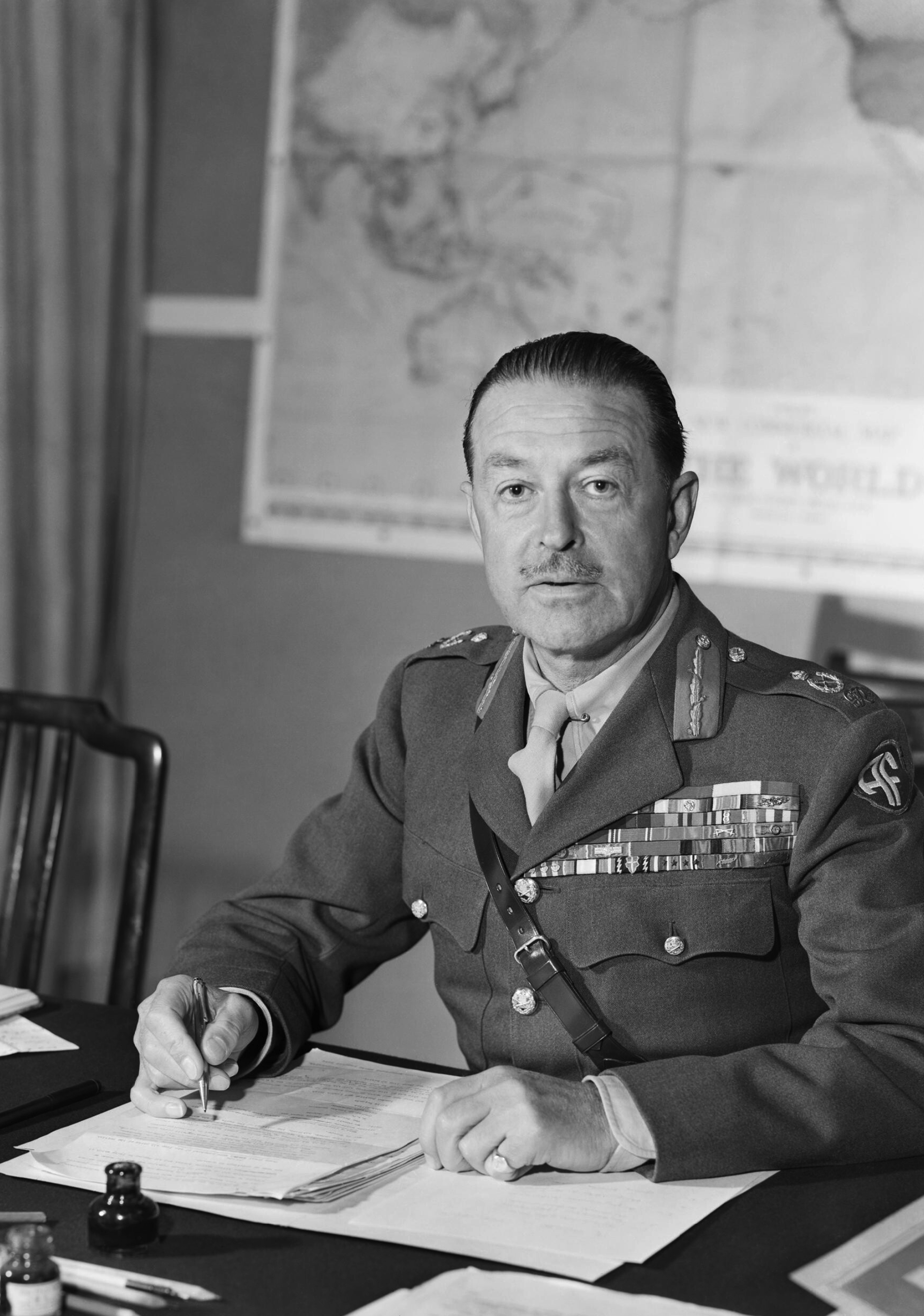
Il generale britannico Harold Alexander

L'ottava armata britannica, formatasi ancora nel 1941 in Africa settentrionale, aveva il compito di distruggere le forze armate tedesche nell'Italia del nord, assieme alla quinta armata americana. Mentre gli americani, una volta superata la linea gotica avrebbero dovuto puntare a nord ovest, verso Genova, Milano e Torino, i britannici si sarebbero dovuti volgere ad est, in direzione di Venezia e Trieste. L'occupazione della Venezia Giulia però, per gli inglesi non era una priorità ma un problema.
Era noto infatti che gli jugoslavi miravano ad assumere il controllo della regione e ciò avrebbe potuto provocare un conflitto con i partigiani italiani. Si trattava di uno scenario che ai diplomatici ed ai comandi militari britannici ricordava pericolosamente quello della Grecia, dove nel dicembre 1944 le truppe inglesi si erano trovate all'improvviso coinvolte in una guerra civile fra partigiani comunisti ed anticomunisti. Per evitare l'eventuale crisi, i britannici cercarono di concordare preventivamente con gli jugoslavi la divisione della Venezia Giulia in due distinte zone di occupazione, ma si scontrarono ripetutamente con il diniego di Tito. L'ultimo tentativo in tal senso era stato compiuto il 21 febbraio a Belgrado. Pertanto, un'avanzata britannica oltre l'Isonzo avrebbe potuto creare seri contrasti fra i due alleati.
A rendere più difficile la posizione inglese contribuiva non poco l'atteggiamento americano. Il governo di Washington infatti non condivideva la preferenza inglese per una divisione concordata con gli jugoslavi della Venezia Giulia in due zone di occupazione, perché riteneva che ciò avrebbe avvantaggiato indebitamente il governo di Belgrado nella prospettiva della conferenza della pace. Contemporaneamente però, mentre spingeva i britannici ad una maggior fermezza nei confronti delle richieste jugoslave, il presidente Harry Truman ed i comandi militari americani escludevano nella maniera più assoluta la possibilità di impiegare le truppe degli Stati Uniti in quelli che venivano definiti "pasticci balcanici".
Tale atteggiamento preoccupò seriamente la diplomazia britannica, che non riuscì però in alcun modo a risolvere la questione. Pertanto, il comando supremo del Mediterraneo, retto dal generale britannico Harold Alexander, fu costretto a pianificare l'avanzata finale verso il confine orientale italiano senza un'adeguata copertura politica.

### Gli italiani

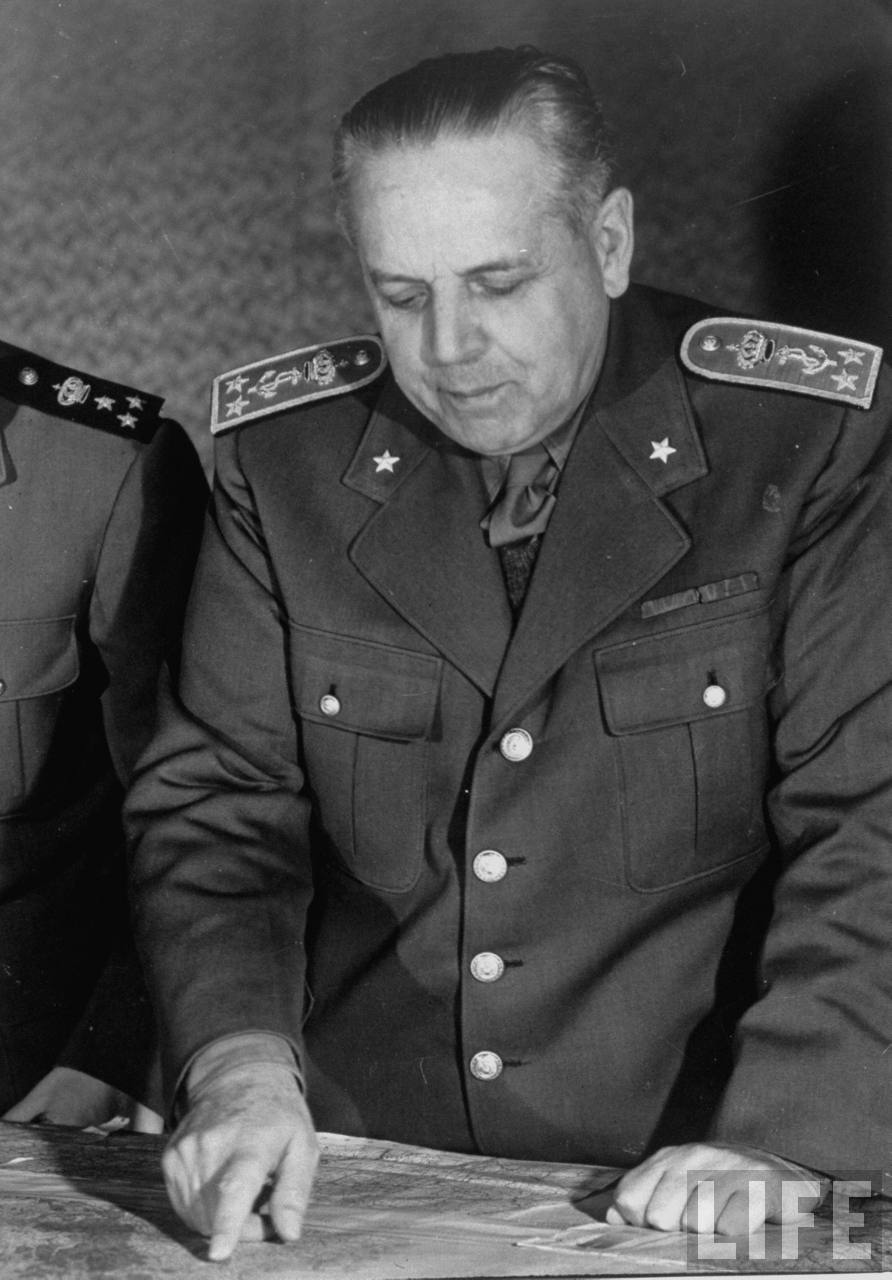
L'ammiraglio De Courten

Gli italiani da parte loro risultarono completamente tagliati fuori dalle operazioni per la liberazione di Trieste. Né la Repubblica sociale italiana né il Regno del sud erano infatti in grado di influenzare le decisioni rispettivamente dei tedeschi e degli angloamericani e nemmeno disponevano sul posto di reparti sotto il proprio comando. Nemmeno le forze partigiane italiane operanti nell'Italia nord orientale poterono venir impiegate nella battaglia per Trieste.
I pochi reparti della RSI di stanza nella Venezia Giulia si trovavano sotto diretto comando tedesco e dislocati prevalentemente nella valle dell'Isonzo ed a Fiume. Quelli combattenti nella città quarnerina condivisero la sorte del resto del 97º corpo germanico, mentre i bersaglieri del battaglione Mussolini e gli alpini del reggimento Tagliamento, entrambi operanti nell'Isontino, finirono quasi tutti catturati dai partigiani sloveni del 9º corpo d'armata. Il comando della divisione Decima Mas, unità che già aveva operato nella Venezia Giulia agli inizi del 1945 ma era stata costretta dai tedeschi ad abbandonarla su ordine del Governo della RSI, avrebbe voluto rientrare in zona, ma non ci riuscì e le sue unità si trovavano in Veneto al momento della cessazione delle ostilità.
Lo stato maggiore dell'esercito italiano operante a fianco degli anglo-americani avrebbe voluto operare uno sbarco sulla costa istriana per precedere le truppe jugoslave, ma i comandi alleati si opposero. Contemporaneamente, su iniziativa del ministro della marina ammiraglio Raffaele De Courten e con l'assenso del presidente del consiglio Ivanoe Bonomi, ma senza informare né il resto del governo né lo stato maggiore, alcuni contatti segreti vennero avviati con alcuni comandi militari della RSI ed in particolare con l'ammiraglio Sparzani, sottosegretario alla marina del governo di Salò e con il comandante della Decima Mas, Valerio Borghese, al fine di concordare una linea di azione. Anche tale iniziativa non diede però alcun risultato.
Quanto alle forze partigiane italiane operanti tra Friuli orientale e Venezia Giulia, le unità garibaldine che nell'autunno del 1944 erano passate alle dipendenze del 9º corpo d'armata partigiano sloveno (divisione Natisone, brigate Trieste e Fratelli Fontanot), vennero tenute lontano dal fronte triestino: la brigata Trieste combatté nella valle dell'Isonzo e poté entrare a Trieste solo a cose fatte il 6 maggio, mentre la Natisone e la Fontanot vennero mandate a battersi per la liberazione di Lubiana ed a Trieste poterono fare il loro ingresso appena il 30 maggio. Le formazioni non comuniste, come le brigate Osoppo, valutarono la possibilità di spingersi dal Friuli verso Trieste in modo da precedere le truppe jugoslave, ma la scartarono perché ciò avrebbe comportato un conflitto con un esercito alleato. Anche le missioni alleate operanti nell'area ebbero ordine di scoraggiare qualsiasi iniziativa che potesse innescare uno scontro fra partigiani italiani e sloveni. Ciò che gli osovani poterono quindi fare, fu tenere sgombra al momento del collasso finale tedesco la statale 14 che da Venezia conduce a Trieste.
Inoltre, il capo di stato maggiore della Osoppo, Alvise Savorgnan di Brazzà, il primo maggio raggiunse una colonna neozelandese che avanzava verso il fiume Tagliamento e la guidò quasi fino all'Isonzo. Poi si incontrò con il comandante del 13º corpo d'armata alleato, Harding, da cui dipendevano le unità neozelandesi, e riuscì a convincerlo a spedirle a Trieste, superando le sue iniziali perplessità.

## La conquista di Trieste

### L'attacco dalla Jugoslavia

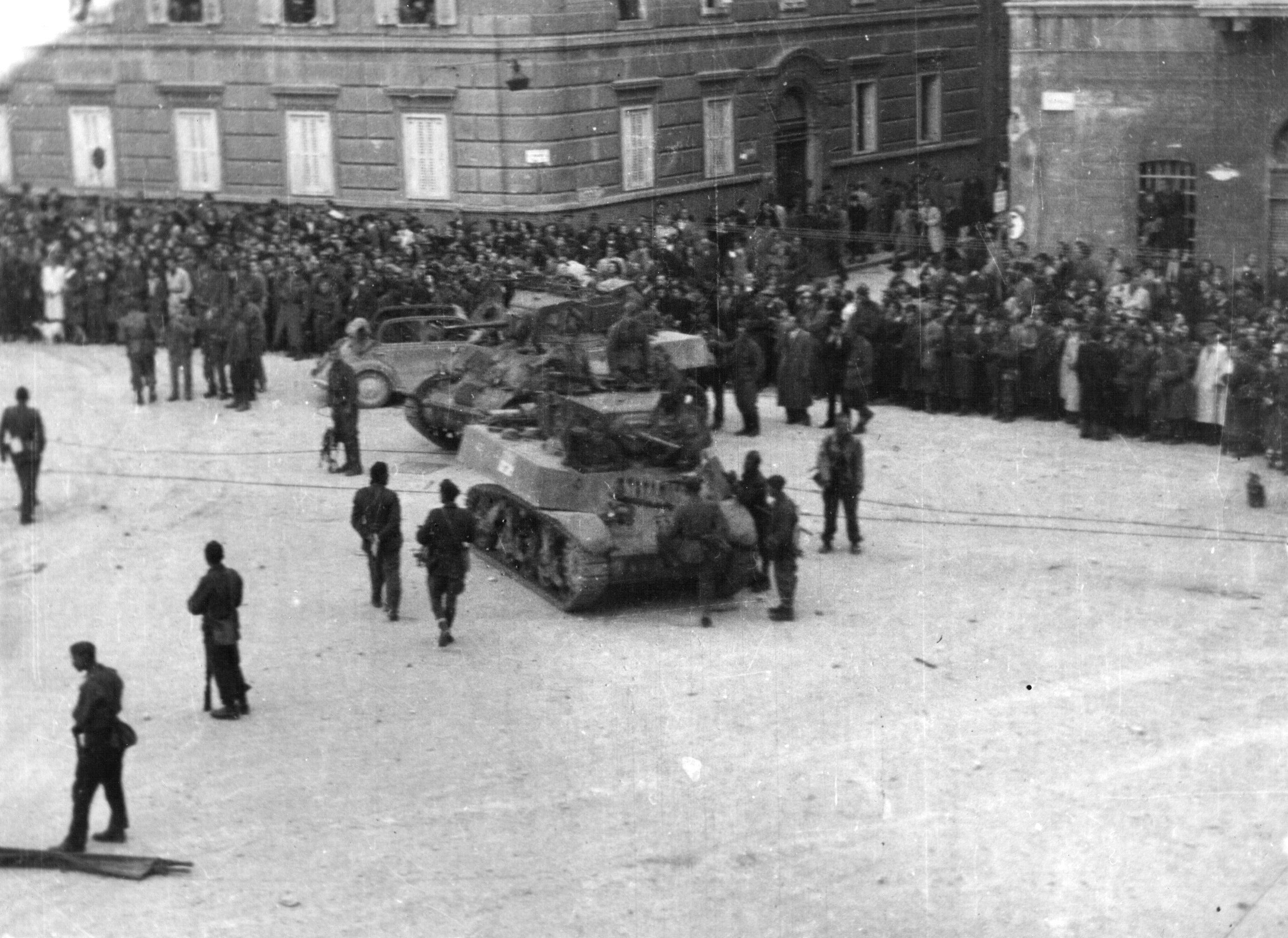
I reparti della IV Armata dell'Esercito Popolare di Liberazione della Jugoslavia, tra cui il IX Korpus sloveno, entrano a Trieste il 1. maggio 1945.

La quarta armata jugoslava iniziò l'attacco il 4 aprile e bruciò le tappe dell'avanzata, guadagnando almeno una decina di giorni sulla tabella di marcia, tanto che il 20 aprile le sue avanguardie giunsero a Sušak, alla periferia di Fiume. A quel punto però l'offensiva si arenò di fronte alla poderosa "linea Ingrid" costruita dai tedeschi ed alla ferma resistenza opposta dal 97º corpo d'armata germanico, forte di alcune unità che avevano già mostrato grande capacità di combattimento assieme ad inaudita ferocia, come la divisione SS Karstjäger (Cacciatori del Carso). Disperando di poter superare in tempo le fortificazioni tedesche, Drapšin tentò una mossa assai audace, che testimoniava la volontà del comando jugoslavo di raggiungere il proprio obiettivo a tutti i costi. Le truppe migliori vennero così concentrate a nord di Fiume per tentare di aggirare le linee germaniche.
Il rischio era altissimo, perché se il 97º corpo avesse deciso di contrattaccare per aprirsi la via verso nord e il confine austriaco, le unità jugoslave sarebbero state fatte a pezzi. Invece, gli ordini emessi dal comandante del gruppo d'armata tedesco “E” nella Jugoslavia settentrionale, generale von Löhr, costrinsero il 97º corpo a rimanere barricato a Fiume, nella vana speranza di tenere gli jugoslavi il più possibile lontano da Lubiana, dove stavano affluendo le truppe tedesche in ritirata dal territorio jugoslavo.
Nel frattempo, in capo a pochi giorni due divisioni della IV Armata dell'Esercito Popolare di Liberazione della Jugoslavia (la 20ª e la 43ª), si radunarono oltre la linea Ingrid e si disposero a marciare su Trieste, mentre la 9ª divisione, sbarcata sulla costa orientale istriana, si accinse anch'essa a puntare su Trieste da sud. Contemporaneamente, il 9º corpo partigiano sloveno, che si era almeno in parte rimesso dalle perdite subite tre settimane prima, balzò fuori dalla selva di Tarnova e si diresse a tappe forzate verso il capoluogo giuliano. Nella mattina del 1º maggio alcune unità partigiane riuscirono così ad infiltrarsi fra le maglie delle difese tedesche attorno a Trieste ed a scendere nel centro della città. Poco dopo arrivarono anche da est e da sud le avanguardie della 20ª e della 9ª divisione della IV Armata dell'Esercito Popolare di Liberazione della Jugoslavia.

### L'attacco dall'Italia

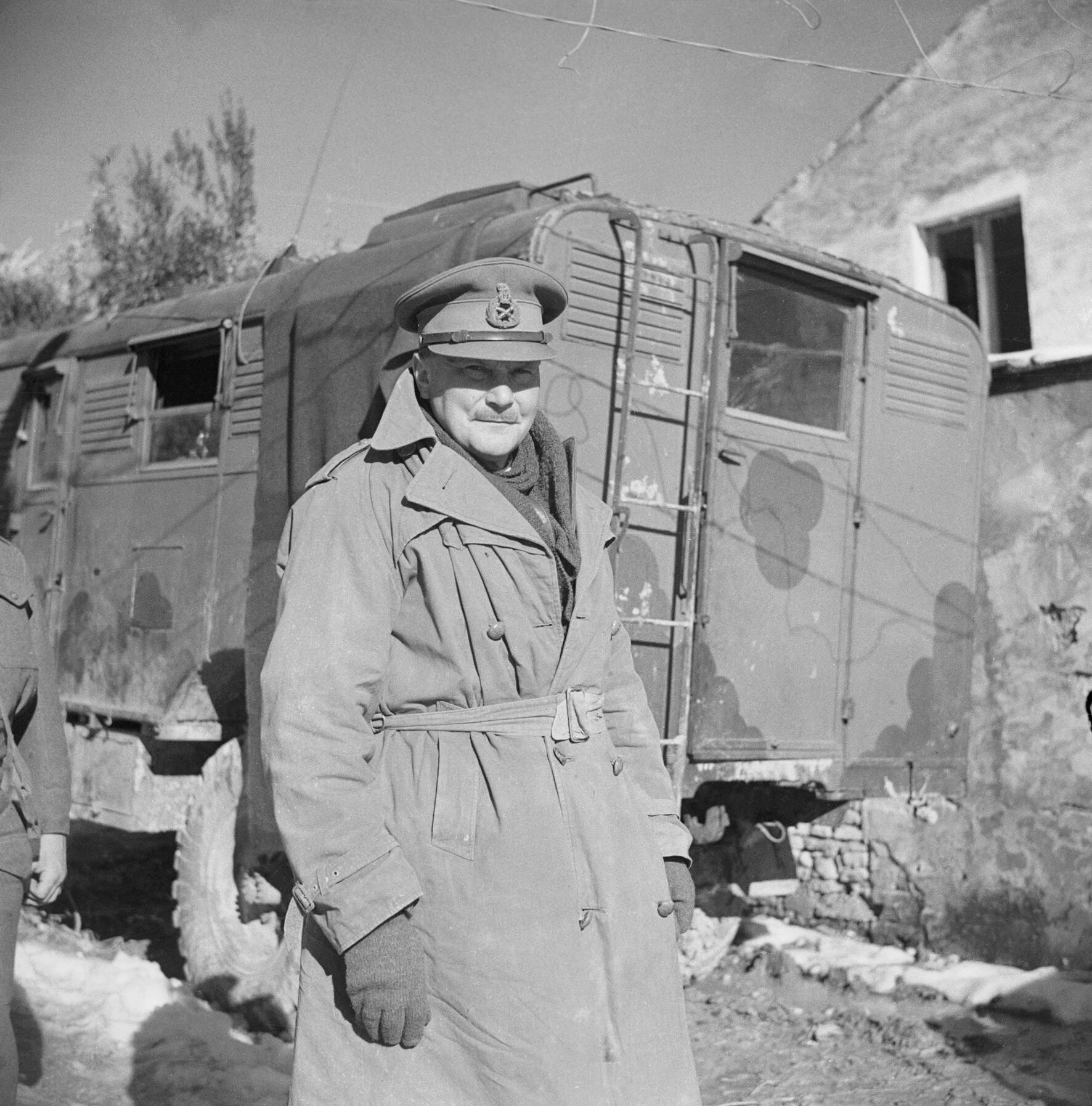
Il generale neozelandese Bernard Freyberg

L'ottava armata britannica lanciò il suo attacco il 9 aprile e fece rapidamente irruzione nella pianura padana. Il 28 aprile i capi di stato maggiore alleati (Combined Chiefs of Staff) inviarono al comandante supremo del Mediterraneo, generale Alexander, un ordine non privo di ambiguità, che da un lato gli ingiungeva di occupare tutta la Venezia Giulia, Fiume e le isole del Quarnero a prescindere dal consenso jugoslavo, dall'altro gli raccomandava, qualora gli jugoslavi non volessero adeguarsi a tale piano, di consultarsi con il Comando alleato prima di assumere qualsiasi iniziativa.
Di fronte a disposizioni così contraddittorie e tali da scaricare sulle sue spalle la responsabilità di eventuali incidenti, Alexander decise di agire con grande prudenza per conseguire quello che riteneva essere l'unico obiettivo possibile e cioè il controllo di Trieste. Del resto, anche nei mesi precedenti sia la diplomazia che i comandi militari britannici erano giunti alla conclusione che ciò che soltanto veramente importava nella Venezia Giulia, era ottenere il controllo del porto di Trieste e delle linee di comunicazione verso l'Austria, perché unicamente in tal modo sarebbe stato possibile rifornire le truppe alleate destinate ad occupare Vienna ed il resto del paese alpino.
Pertanto, Alexander ordinò al generale Freyberg, comandante della 2ª divisione neozelandese che si trovava fra Padova e Venezia, di precipitarsi verso Trieste. Nel tardo pomeriggio del 1º maggio le truppe britanniche arrivarono sull'Isonzo e trovarono la cittadina di Monfalcone già occupata dagli jugoslavi, che tentarono di dissuadere i neozelandesi dal proseguire. Invece, dopo qualche incertezza Freyberg ordinò alla 9ª brigata, agli ordini del generale Gentry, di avanzare verso Trieste, dove le truppe britanniche arrivarono nel primo pomeriggio del 2 maggio, dopo aver superato una debole resistenza tedesca.

### L'occupazione di Trieste

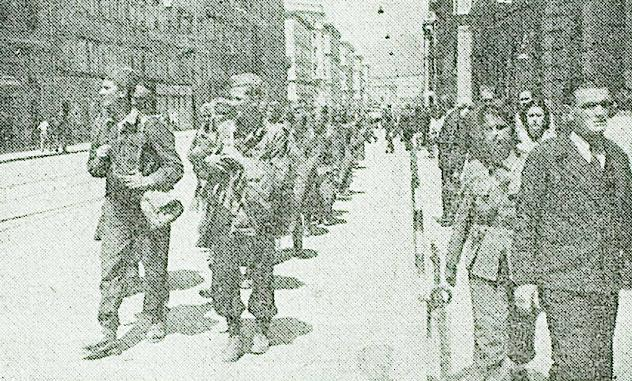
L'ingresso dell'esercito popolare jugoslavo a Trieste, 1º maggio 1945

Il ritiro dei tedeschi da Trieste a causa dell’avanzamento delle truppe jugoslave, consentì a queste ultime di conquistare la città ed assumerne il pieno controllo. Da parte degli abitanti di lingua italiana, che costituivano la maggior parte della popolazione, l’arrivo degli jugoslavi venne considerato come una nuova occupazione. Da parte degli oltre 30 000 abitanti di lingua slovena l’arrivo dei militari jugoslavi veniva invece salutato come una liberazione, non solo dall’occupazione tedesca, ma anche dal fascismo e dall'invisa sovranità del Regno d’Italia. Dopo assegnazione di Trieste al Regno d’Italia, in base al trattato di Rapallo (1920) gli sloveni triestini erano stati infatti separati dal resto della popolazione slovena, residente sul territorio assegnato al regno jugoslavo, ed inoltre persero i loro diritti linguistici precedentemente concessi dall’Impero austriaco, come ad esempio quello dell’istruzione obbligatoria nella propria lingua madre, senza considerare le persecuzioni attuate nei loro confronti dal regime fascista avallato dalla monarchia italiana.

2 maggio 1945 militari jugoslavi a Trieste.

Quando i neozelandesi giunsero a Trieste, i combattimenti erano ancora in corso, perché le truppe jugoslave, prive di armamento pesante, non erano riuscite ad avere ragione dei reparti tedeschi trincerati nel castello di San Giusto e nell'edificio del tribunale. Alla vista dei reparti alleati, il presidio tedesco del castello che stava già trattando la resa con gli jugoslavi, cambiò immediatamente idea e si consegnò ai neozelandesi. Quello del tribunale invece venne sgominato con un assalto congiunto.
In tal modo, gli jugoslavi avevano sicuramente vinto la "corsa per Trieste", ma gli alleati erano riusciti, per usare l'immagine suggerita in proposito da Churchill, ad "infilare un piede nella porta". Quel che ne seguì fu una sovrapposizione non concordata di zone di occupazione, che generò la prima crisi diplomatica del dopoguerra, cioè la "crisi di Trieste", che si sarebbe conclusa con l'accordo di Belgrado del 9 giugno 1945.
L'accordo previde che, in attesa delle decisioni della conferenza della pace, la Venezia Giulia sarebbe stata divisa in due zone di occupazione, quello che due anni dopo divenne il Territorio Libero di Trieste: la zona A, retta da un Governo militare alleato, e la zona B, affidata ad un'amministrazione militare jugoslava.